# Fűrészpálma
A fűrészpálma (Serenoa repens) az egyszikűek (Liliopsida) osztályába, a pálmavirágúak (Arecales) rendjébe és a pálmafélék (Arecaceae) családjába tartozó faj.

## Leírása
A 0,7-2,2 m magas fűrészpálma fényes zöld levelei hosszúak és hegyesek. Sárga vagy elefántcsontszínű virágai egyedüliek vagy csoportokban találhatók. Ovális, húsos termése egy magot tartalmaz.

## Felhasználása
A fűrészpálma jóindulatú prosztatadaganat esetén ajánlott, azzal a feltétellel, hogy a daganat még nem igényel sebészi beavatkozást. A kivonatnak más gyógyszerekkel együtt nincs ellenjavallata.

### Gyógyhatása
Kimutatták, hogy a fűrészpálmatermés kivonata jótékony hatású a prosztatára és a működését szabályozó mechanizmusokra. Ezenkívül gyulladáscsökkentő és vízhajtó, ily módon megkönnyíti a vizeletelválasztást és elősegíti a víz kiürítését is.
A fűrészpálma az előírt adagolásban nem mérgező.